# Manětínsko - nečtinský mikroregion
Manětínsko - nečtinský mikroregion je svazek obcí v okresu Plzeň-sever, jeho sídlem je Manětín a jeho cílem je stabilizace počtu obyvatel a rozvoj cestovního ruchu založený na místních přírodních a kulturních předpokladech území regionu. Sdružuje celkem 3 obce a byl založen v roce 2003.

## Název
Oficiálně je název sdružení zapsán v pravopisně nestandardní podobě, se spojovníkem obklopeným mezerami. Někde, například v záhlaví okna webu, i s velkým písmenem za spojovníkem. Ale například na webu obce Nečtiny je název uváděn pravopisně správně.

## Obce sdružené v mikroregionu
- Manětín
- Nečtiny
- Štichovice